# Pseudactinia plettenbergensis
Pseudactinia plettenbergensis is een zeeanemonensoort uit de familie Actiniidae. De anemoon komt uit het geslacht Pseudactinia. Pseudactinia plettenbergensis werd in 1928 voor het eerst wetenschappelijk beschreven door Carlgren. 